# Endo-beta-1,3-glucanase

## Endo-β-1,3-glucanases (EC 3.2.1.39)
Endo-β-1,3- glucanases (EC 3.2.1.39)são enzimas capazes de hidrolisar ligações glicosídicas presentes em carboidratos e pertencem a família das glicosídeo Hidrolases (EC 3.2.1). Catalisam normalmente a hidrólise de porções internas de ligações glicosídicas βbeta-1,3, em β- 1,3 glucanas que são polímeros de glicose na configuração anomérica &beta onde a ligação entre unidades glicosídicas se dá entre os carbonos 1 e 3. Esses polissacarídeos são abundantes na natureza, ocorrendo em algas, plantas superiores e fungos.Essas enzimas também estão envolvidas em reações de transglicosilação de ligações &beta-glicosídicas em Mizuhopecten yessoensis. Endo-β-1,3 glucanases são amplamente distribuídas, sendo encontrados em bactérias, fungos, plantas e animais, sendo importantes em diversos processos biológicos.

## Parâmetros e Características descritas de Endo-β-1,3-glucanases
- Denominações

Endo-β 1,3-glucanases hidrolisam β-D-glucanas, com uma especificidade alta e podem também hidrolisar outros substratos. As denominações dessa enzima podem variar de acordo com o substrato clivado, devido a isso, endo-β-1,3-glucanases podem possuir diferentes nomes tais como laminarinase; laminaranase; oligo-1,3-glicosidase; endo-1,3-β-glucanase; callase;β-1,3-glucanase; kitalase; 1,3-β-D-glucan 3-glicanohidrolase; endo-(1,3)-β-D-glucanase; (1→3)-β-glucan 3-glucanohidrolase; endo-1,3-β-D-glucanase; endo-1,3-β-glicosidase e,3-β-D-glucan glicanohidrolase. As variações de clivagem de substratos, tanto sintéticos quanto naturais podem ser uma útil ferramenta para se investigar não somente, o perfil de atividade da enzima, quanto predizer o tamanho do seu sítio catalítico.::
- Tipos de Substrato descritos

Alguns substratos naturais comuns a Endo-β-1,3-glucanases são a Liquenana, laminoligossacarídeos, laminaribiose, laminaritriose, laminaritetraose, laminaripentaose, laminarihexaose, laminariheptaose, nitrophenil-beta-D-glucopiranosideo, O-β-D-glucopiranosil-D-glucopiranose, alpha-laminaribiosil fluorideo, β D glucana, calose, levedura, curdlan, carboximetil celulose, laminarina, pachyman, pendulana, entre outras variações que possuem diferentes grupos em ligação β com o D-glucana.
- Curvas de velocidade

Para de determinar a velocidade da reação nessas enzimas, utiliza-se um ensaio do tipo descontínuo, observando-se a formação de produto ao longo do tempo. Como protocolo básico experimental, a enzima é incubada com substrato, em temperatura e tampão pré-determinados e que sejam adequados à mistura de reação. Após os intervalos regulares de ensaio, a reação precisa ser paralisada através da desnaturação da enzima, como por exemplo, a exposição da mesma, a altas temperaturas ou pela adição de algum reagente específico. No caso, de endo-β-1,3-glucanases, o produto liberado pela reação enzimática será detectado através da reação com o reagente ácido dinitrossalicílico, este método consiste na redução do ácido 3,5 dinitrossalicílico a ácido 3-amino-5-nitrosalicílico ao mesmo tempo em que o grupo aldeído do açúcar é oxidado a grupo carboxílico, com o desenvolvimento de uma coloração avermelhada, lida em espectrofotômetro a 550nm4. Entretanto a equivalência entre o ácido amino-5-dinitrossalicílico produzido e a quantidade do açúcar não é exata e diferentes açúcares produzem diferentes intensidades na cor desenvolvida. Isso sugere que a química da reação deva ser mais complexa que a apresentada, podendo estar relacionada com as reações de decomposição de açúcares em solução alcalina. As enzimas podem ainda possuir a velocidade estimulada devido à presença de íons metálicos. Muitos íons foram descritos como estimulantes da atividade de Endo-&beta 1,3 glucanases, como Ba2+, Ca 2+,Co2+ ,Hg2+, K3Fe(CN)6,Mn2+,Na+e Zn2+. Dentre os compostos ativadores podemos citar mercaptoetanol-2, albumina de soro bovino, NaCl, Dietildiocarbonato de sódio, salicilato sódio,tripsina e CaCl2.Não existe registro na literatura da presença de cofatores para Endo-β 1,3 glucanases.
- Purificação

A purificação consiste numa série de processos que removem contaminantes até a obtenção de um produto de elevado grau de pureza. Estes processos devem ocorrer em condições que mantenham a estabilidade da molécula a ser purificada, ou seja, deve-se evitar a degradação da proteína. As enzimas são purificadas pelo emprego sucessivo de métodos de fracionamento químico e físico. O objetivo de cada etapa é reter o máximo possível da enzima que se quer purificar e eliminar, também o máximo possível de outras proteínas, ácidos nucléicos e outras substâncias. A eficiência de cada etapa é dada por um rendimento ou recuperação e a purificação ou fator de purificação. Este processo este intimamente relacionado ao estudo de características moleculares e cinéticas de uma enzima. Endo-β 1,3 glucanases de diversos organismos e plantas já foram purificadas utilizando-se diversas técnicas, como a filtração em gel também conhecida como exclusão molecular, a partir do qual podemos estimar a massa molecular da enzima purificada. Este tipo de cromatografia de alta pressão juntamente com a técnica de eletroforese em gel de poliacrilamida (PAGE), permite definir em alguns casos, até mesmo a conformação da proteína. Outras técnicas, como quantificação de proteína, precipitação de proteína, processos cromatográficos e técnicas mais refinadas como difração de raios-X e espectrometria de massas também são utilizadas para este tipo de análise. O tamanho e a forma destas enzimas possuem uma estrutura com cerca de  80kDa de massa molecular para Aspergillus fumigatus , outras possuem 50kDa,como a espécie de inseto conhecida como Tenebrio molitor e 37.5 kDa em Spodoptera frugiperda.
- Determinações de afinidade (Km)

Endo-β-1,3 glucanases apresentaram diferentes valores de Km sobre diferentes substratos. Para o substrato α-laminaribiosil florídeo foram encontrados os valores de Km variando de 9,7mM para Hordeum vulgare até 25,9mM para. Para Hordeum vulgare no substrato laminarina esse valor varia de 0,02 mM para Saccharomyces cerevisiae até 0, 688 mM para Cellulosimicrobium cellulans. Para a espécie Hordeum vulgare foi determinada a afinidade de endo-β 1,3 glucanase sobre diferentes substratos, neste caso a enzima apresentou maior afinidade pelo substrato laminarina quando comparado com α-laminaribiosil florídeo, 0,17 mM e 0,97 mM respectivamente. Estudos demonstraram eficiências catalíticas de até 237 s/mM sobre laminaripentaose, para Cellulosimicrobium cellulans. Até o presente momento, somente o modelo Cellulosimicrobium cellulans teve os valores de eficiência catalítica reportados.
- Efeito de Inibição

Considera-se um inibidor qualquer substância que reduza a velocidade de uma reação enzimática, tais como íons, compostos ou até mesmo substratos, que podem se ligar não covalentemente à enzima. Um fenômeno comum em carboidrases que digerem polímeros e oligômeros é a inibição por substrato. Essa pode ocorrer quando a enzima tem uma grande extensão responsável por ligar o substrato e cada molécula deste associa-se com uma porção do sítio ativo. Eventos que levam a aparente inibição pelo substrato podem ser a transglicosilação8, perda de processividade e modos não produtivos de ligação. Durante a catálise, nas carboidrases há inicialmente a saída de parte do substrato do sítio ativo e a parte restante é transferida para uma molécula de água. Na reação de transglicosilação ela é transferida para outro carboidrato. Quando a concentração de substrato aumenta, esse pode tornar-se o aceptor do produto remanescente da enzima. Desse modo esse produto não é detectado e o que se verifica com o aumento da concentração de substrato é uma queda na velocidade de formação de produto. Processividade, ou grau de ataque múltiplo, é o número de ligações glicosídicas clivadas após a primeira, durante a formação de um complexo enzima-substrato. Quando ocorre perda de processividade, em muitos casos, tanto o sítio acessório quanto o catalítico estão ocupados, perdendo assim, a capacidade de realizar ataques múltiplos as cadeias do substrato. Nos modos não produtivos de ligação, a enzima torna-se incapaz de hidrolisar o substrato, devido a um erro no arranjo espacial do sítio de encaixe induzido da enzima, tornado-se improdutiva. Endo-β- 1,3 – glucanases hidrolisam laminarina e algumas podem ser inibidas por altas concentrações de substrato, seguindo os modelos descritos acima. Para Endo-β- 1,3 glucanases foram relatadas inibições totais da enzima e parciais, não possuindo uma definição objetiva, de que tipo de inibição ocorre. Dentre as constantes de inibição presentes na literatura para Endo-β-1,3 glucanases, podemos citar Ki de 1mM para Aspergillus versicolor. Como exemplos de moléculas inibitórias, podemos citar alguns exemplos como (2,3)-Epoxipropil beta-D-laminaribiose, 1-etil-3(-dimetilaminopropil) carbodiimide,2-mercaptoetanol , 3,4-epoxibutil-&beta-D-celobiosideo, 4-cloromercuribenzoato,AgNO3,Ca2+,carbodiimideo,Co2+,Cr2(SO4)3,EDTA,fidroximercuribenzoato,Pb2+,fenilmercurinitrato,óxido de propileno,SDS entre outras moléculas.
- Influência do pH

O efeito do pH sobre a enzima deve-se ás variações no estado de ionização dos componentes do sistema á medida que o pH varia. Os sítios ativos das enzimas são frequentemente compostos por grupos ionizáveis que devem se encontrar na forma iônica adequada para que mantenham a conformação do sítio ativo, liguem-se aos substratos, ou catalisem a reação. Além disso, os próprios substratos podem conter grupos ionizáveis e somente uma forma iônica deste substrato pode se ligar á enzima ou sofrer catálise. Mudanças no pH do ambiente podem causar um desequilíbrio das cadeias ionizáveis dos aminoácidos, presentes nos sítio ativo,  prevenindo assim que o substrato venha a ser clivado e consequentemente que a catálise seja promovida. Geralmente as enzimas são ativas em uma faixa restrita de pH e na maioria dos casos há um pH ótimo definido. Devido a isso, deve-se sempre levar em consideração o Pka das enzimas estudadas, para se testar em quais faixas de pH a enzima se torna mais ou menos ativa. A estabilidade de uma enzima ao pH depende de muitos fatores como : temperatura, força iônica, natureza química do tampão, concentração de íons metálicos, substrato, cofatores, enzima entre outros.Diversos trabalhos descrevem Endo-β-1,3 glucanases com características ácidas e neutras. A maioria das Endo-β-1,3 glucanases possuem atividades ótimas entre valores de pH 3 e 6, Bacillus sp. Foi a única espécie descrita como possuindo pH ótimo 9 e possuem atividade ótima em pH 10.
- Efeito Temperatura

A atividade catalítica das enzimas é altamente dependente da temperatura, como no caso dos catalisadores convencionais, contudo, á medida que se eleva a temperatura, dois efeitos podem ocorrer simultaneamente: a taxa de reação aumenta como se observa na maioria das reações químicas; ou a estabilidade da proteína decresce de vido a desativação térmica. Toda enzima tem uma temperatura ótima para que atinja sua atividade máxima, ou seja, é a temperatura máxima na qual a enzima possui uma atividade constante por um período. A IUBMB reporta que a maioria das enzimas é estável á 30 °C.O efeito da temperatura de uma enzima depende de um número de fatores que incluem o pH , a força iônica do meio e a presença ou ausência de ligantes. Os substratos frequentemente protegem a enzima da desnaturação do calor, mantendo-a em uma conformação apropriada. As Endo-β-1,3 glucanases estudadas são estáveis em temperaturas de 10 a 95 °C, variando entre as espécies descritas. A espécie fúngica de Aspergillus fumigatus possui uma temperatura ótima de 24 °C, enquanto a arquobactéria Pyrococcus furiosus, tem uma temperatura ótima de 104 °C.
- Mecanismos de Reação

Endo-β-1,3 glucanases podem atuar sobre seu substrato através dos mecanismos de retenção ou de inversão, assim como outras glicosídeo hidrolases. Na maioria dos casos, a hidrólise é catalisada por dois resíduos de aminoácidos presentes na enzima: um ácido (próton doador) e um básico ou nucleófilo. Para cada família listada no banco de dados CAZy, pode ser indicado, quando conhecida, a forma estequiométrica da reação catalisada, assim como os tipos de resíduos de aminoácidos que atuam como base ou próton doador. As Endo-β-1,3 glucanase são reconhecidas por utilizarem resíduos de glutamato (E) / e aspartato (D) em seu sítio catalítico para o mecanismo de catálise. Para se explorar a natureza dos grupos que atuam no processo de catálise nessas enzimas, pode-se utilizar reagentes que irão realizar modificações químicas no âmbito estrutural da proteína, especialmente em seu sítio de hidrólise. Inúmeros químicos podem ser utilizados para este tipo análise, como EDC (Etil diamino propil carbodiimida) que reage com aspartato e glutamina, dietilpirocarbonato que reage com histidina, Tetranitro metano que reage com tirosina, N-bromo succinimida reage com triptofano e fenil glioxal para arginina.

## Famílias
Endo-β-1,3 glucanases têm sido classificadas, com base em suas sequencias de aminoácidos principalmente, nas famílias 16, 17, 55, 64, 81 e 128 das glicosídeo hidrolases.

## Aplicações
As  β-1,3- glucanases apresentam diversas aplicações desde o uso na caracterização da parede celular microbiana como também na indústria alimentícia, na produção de bebidas como vinho e cerveja, ou também como suplemento alimentar em rações, devido á presença de β-1,3-glucanas. As principais aplicações biotecnológicas destas enzimas estão descritas a seguir.:
- Obtenção de oligossacarídeos bioativos

Alguns exopolissacarídeos fúngicos como escleroglucana, esquizofilana, cinereana, pestalotana têm sido descritos como β-glucanas como atividade antitumoral. A botriosferaba é uma β-glucana produzida pelo fungo ascomiceto Botryosphaeria rhodina MAMB-05 que demonstrou atividade anticlastogênica. Algumas β-glucanas que apresentam atividade biológica possuem baixa solubilidade em água e elevada viscosidade, dificultando o desenvolvimento de testes biológicos. Desta forma, as β-glucanases constituem uma ferramenta importante que pode ser utilizada para obtenção de gluco-oligossacarídeos que, mantenham ou levem a aumento da atividade biológica original. Os gluco-oligossacarídeos bioativo das β-1,3-glucanas têm sido descritos como agentes imunomoduladores e estimulantes da reposta anti-inflamatória, mediada pelas células do sistema imune, através da indução de mediadores pró e anti-inflamatórios. O mecanismos de ação anti-tumoral tem sido relacionado á indução das diversas respostas imunológicas do hospedeiro, principalmente pela ativação das células “Natural Killer”(NK).
- Controle Biológico

O desenvolvimento de métodos de controle biológico como uma alternativa aos fungicidas químicos no controle de doenças em plantas tem sido estudado nos últimos anos. A aplicação de β-1,3-glucanases ou dos microrganismos produtores dessas enzimas é importante para retardar o crescimento de fungos patogênicos e diminuir a deterioração dos frutos causada pelos mesmos. A atuação dessas enzimas ocorre devido á composição da parede celular dos organismos patogênicos, a qual é composta principalmente de β-glucanas , a ação hidrolítica das β-1,3-glucanases nas paredes desses microrganismos podem causar um efeito antagonista, prevenindo a disseminação da doença.
- Melhoramento da qualidade de bebidas

As β-glucanas e pentosanas são constituintes de diversos cereais, e quando em contato com a água, possuem capacidade de formar géis. Na indústria de cervejas, por exemplo, a alta viscosidade proporcionada pelas β-glucanas presentes no malte, causam problemas durante o processo de filtração. Portanto, a adição de β-glucanases nos processos de produção de bebidas é importante para promover a diminuição da viscosidade e aumentar a liberação de açúcares solúveis presentes no malte e outros cereais. A atividade de β-glucanases também está relacionada com a filtrabilidade dos vinhos tintos e brancos, além da propriedade de melhorar seu aroma e sabor através da liberação de compostos voláteis durante a fermentação. Portanto, estas hidrolases desempenham um papel importante na fabricação dos vinhos, desde a fermentação até o envelhecimento, onde catalisam diversas reações de bio-transformação.
- Adição em ração para animais

O uso de hidrolases, principalmente as &beta-glucanases, como aditivos em rações suplementares fabricadas a partir de grãos como cevada, trigo e milho tornou-se popular durante a década de 80. A ação de beta-glucanases sobre estes careais liberou nutrientes e , consequentemente, aumentou a digestibilidade, uma vez que estes grãos são ricos em fibras insolúveis as quais foram parcialmente hidrolisadas por ação das enzimas adicionadas.